# موراي سكوت
موراي سكوت هو سياسي كندي، ولد في 18 يناير 1953 في كندا. حزبياً، نشط في جمعية المحافظين التقدمية لنوفا سكوشا. وقد انتخب عضو مجلس نواب نوفا سكوتيا.